# Michael A. Mares

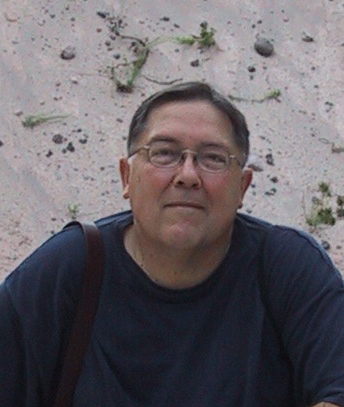
Michael A. Mares

Michael Allen Mares (* 11. März 1945 in Albuquerque, New Mexico) ist ein US-amerikanischer Mammaloge.

## Leben
Mares ist der Sohn von Ernesto Gustavo und Rebecca Gabriela Mares, geborene Devine. Während seines Medizinstudiums an der University of New Mexico begann sein Interesse für die Naturgeschichte, als er die Vorlesungen von James S. Findley besuchte. Er widmete sich dem Studium der Wirbeltiere, insbesondere der Vögel und Säugetiere und Findley engagierte ihn, um Säugetiere für das Museum of Southwestern Biology zu präparieren.
Mares nahm an Exkursionen nach Mexiko teil, unter anderem mit Findley, Don E. Wilson und Mike Bogan. Diese Reisen hatten großen Einfluss auf seine Karriere in der internationalen Feldsäugetierforschung. 1966 heiratete er die Anwältin Lynn Ann Brusin, mit der er zwei Söhne (geboren 1972 und 1974) hatte, die auf verschiedenen Exkursionen in Argentinien zur Welt kamen.
Mares schloss 1967 sein Biologiestudium an der University of New Mexico mit einem Bachelor of Science ab und ging an die Fort Hays State University, um unter der Leitung von Eugene D. Fleharty (einem ehemaligen Studenten von Findley) über die Ökologie von Säugetieren zu forschen. In Hays kuratierte Mares die Sammlungen von Reptilien, Amphibien und Säugetieren und war Lehrassistent für Herpetologie, Mammalogie und Wildökologie.
Im Rahmen seiner Masterarbeit untersuchte er die Populationsbiologie von Säugetieren in der verbliebenen Prärie, wobei er sich auf die Stachlige Baumwollratte und die Präriewühlmaus konzentrierte. 1969 graduierte er mit der Arbeit Ecological aspects of Sigmodon Hispidus in a mature eco-system zum Master of Science in Biologie. 1969 trat Mares in die zoologische Abteilung der University of Texas at Austin ein, wo er für W. Frank Blair arbeitete. Im Jahr 1970 nahm er am Kurs der Organization for Tropical Studies für Tropenökologie teil, der von Norman Scott und Daniel Janzen geleitet wurde. Ende 1970 reiste er nach Argentinien, um seine Doktorarbeit über die Ökologie und Evolution der Säugetiere in der Monte, einer Halbwüste im Nordwesten Argentiniens zu beginnen. Während seiner Forschungstätigkeit wurde er 1971 zum außerordentlichen Professor für Zoologie an der Nationalen Universität Córdoba und für die Jahre 1972 und 1974 zum außerordentlichen Professor für Ökologie und Biogeographie an der Nationalen Universität Tucumán ernannt. Im Juli 1973 wurde er mit der Dissertation Climates, mammalian communities, and desert rodent adaptations: an investigation into evolutionary convergence zum Ph.D. promoviert. Im selben Jahr 1973 wurde Mares zum Assistant Professor und dann zum außerordentlichen Professor für Biologie an der University of Pittsburgh ernannt, wo er am Pymatuning Laboratory of Ecology unterrichtete und Vögel sowie Streifenhörnchen erforschte. Im Jahr 1978 verbrachte er sechs Monate in Flagstaff, um die Säugetiere der Wüsten Arizonas zu studieren. Im Jahr 1980 verbrachte er ein Jahr als Gastprofessor für Ökologie und Evolutionsbiologie an der University of Arizona und forschte über die in der Wüste vorkommenden Säugetiere. 1981 wechselte er an die zoologische Abteilung der University of Oklahoma und an das Stovall Museum of Science and History, wo er außerordentlicher Professor und Kurator für Säugetiere war. Im Jahr 1983 wurde er zum Direktor des Stovall Museums ernannt. Ebenfalls 1983 war er Gastprofessor für Ökologie an der Universidad Nacional de Cuyo und dem Instituto Argentino de Investigaciones de las Zonas Áridas in Mendoza, Argentinien.
In Oklahoma trieb Mares mit sieben Mitarbeiten den Bau eines neuen Naturkundemuseums voran, das nach 17 Jahren im Jahr 2000 als Sam Noble Oklahoma Museum of Natural History eröffnet wurde. Mares und das Museum wurden 2003 mit dem Heritage Preservation Award des National Institute for Conservation ausgezeichnet. Im Jahr 2014 wurde das Museum mit der National Medal for Museums ausgezeichnet, der höchsten von der US-Regierung verliehenen Auszeichnung für Museen. Michelle Obama überreichte die Medaille im Weißen Haus an Mares. Im Jahr 2015 wurde er zum internationalen Preisträger des Best in Heritage Award in Dubrovnik, Kroatien, ernannt, wo das Sam Noble Oklahoma Museum of Natural History von der European Heritage Association als eines der besten Museen der Welt anerkannt und in den Club of Excellence aufgenommen wurde.
Mares’ Forschung konzentriert sich auf die Ökologie und Evolution südamerikanischer Säugetiere, insbesondere auf Kleinsäuger in Argentinien und Brasilien.
Mit seinen beiden argentinischen Studenten Ricardo Ojeda und Rubén Barquez verfasste er die Bücher The Mammals of Salta Province, Argentina (der erste Feldführer über die Säugetiere einer argentinischen Provinz) und The Mammals of Tucuman. Zusammen mit Barquez und Norberto P. Giannini veröffentlichte er den Guide to the Bats of Argentina, gefolgt von dem Band Bats of Argentina (in Zusammenarbeit mit Rubén Barquez und Janet Braun). Mares war Mitorganisator des Symposiums Mammalian Biology in South America und Mitherausgeber (mit Hugh H. Genoways) des Tagungsbandes. Mit William Caire, Bryn P. Glass und Jack D. Tyler war er Coautor von The Mammals of Oklahoma und mit David J. Schmidly Mitherausgeber von Latin American Mammalogy: History, Biodiversity and Conservation.
Mares betrieb Feldforschung in den Vereinigten Staaten, Mexiko, Costa Rica, Kolumbien, Venezuela, Brasilien, Argentinien, Namibia, Südafrika, Ägypten, Iran und Indien. Ein Großteil seiner Veröffentlichungen befasst sich mit Wüsten (er ist Herausgeber der Encyclopedia of Deserts und Autor von A Desert Calling: Life in a Forbidding Landscape) und tropische Säugetiere, aber er publizierte auch über Reptilien, Amphibien, Vögel, Ameisen und Termiten.
In den 1980er Jahren veröffentlichten er und seine Studenten zahlreiche wissenschaftliche Artikel über die Ökologie des Streifen-Backenhörnchens. In den 1990er und 2000er Jahren konzentrierte sich seine Forschung auf die Suche nach neuen Arten in Argentinien. Dazu gehörten faunistische Erhebungen, systematische Forschung und ökologische Studien über Beuteltiere, Nagetiere, Fledermäuse und viele andere Taxa. Er und seine Studenten haben mehr als ein Dutzend neuer Arten und Gattungen von Säugetieren benannt.
Weitere bedeutende Interessensgebiete von Mares sind die Biogeographie, der Naturschutz und die Museologie. Mares veröffentlichte 12 Bücher und mehr als 200 Artikel, meist über Säugetiere.
Mares wurde 1966 Mitglied der American Society of Mammalogists (ASM). Von 1990 bis 1993 sowie von 2001 bis 2002 war er Vizepräsident. Von 2008 bis 2010 war er designierter Präsident und von 2010 bis 2012 war Präsident dieser Gesellschaft. Zudem fungierte er 16 Jahre als Direktor. Er war Mitherausgeber des Journal of Mammalogy, Herausgeber von Sonderveröffentlichungen und Vorsitzender des Redaktionsausschusses, des Jackson Award Committee, des Komitees für internationale Beziehungen, des Organisationskomitees für eine gemeinsame Tagung der ASM und der Sociedad Argentina para el Estudio de Mamíferos (SAREM), Buenos Aires im Jahr 1990. 1987 war er Co-Vorsitzender des Organisationskomitees für eine gemeinsame Tagung der ASM und der Asociación Mexicana De Mastozoología AC (AMMAC) in Cancún. Er war Mitglied in fünf weiteren ASM-Ausschüssen.
Zu den Ämtern, die er in anderen Organisationen bekleidete, gehören die Präsidentschaft der Natural Science Collections Alliance, Exekutivausschuss- und Verwaltungsratsmitglied des Council for International Exchange of Scholars (Fulbright-Kommission), der Vorsitz im Biological Advisory Committee der National Science Foundation sowie Redaktionsausschussmitglied der Zeitschrift Mastozoología Neotropical in Argentinien, Mitherausgeber der Zeitschrift Revista Mexicana de Mastozoologia, korrespondierender Redakteur der Revista Chilena de Historia Natural in Chile, Redaktionsmitglied bei Current Mammalogy, den Anales del Instituto de Biología Serie Zoología in Mexiko, Mitglied bei der Stiftung EcoSur in Argentinien und Redakteur bei Acta Zoológica Mexicana in Mexiko.
Mares war Mitglied der Commission on the Future of the Smithsonian Institution und gehörte dem beratenden Ausschuss des Sekretärs der Smithsonian Institution. Er war als Berater und Gutachter für wissenschaftliche Organisationen, Unternehmen und Museen in den Vereinigten Staaten und in vielen anderen Ländern tätig.

## Erstbeschreibungen von Michael A. Mares
- Salinomys Braun & Mares, 1995
- Andalgalomys Williams & Mares, 1978
- Pipanacoctomys Mares, Braun, Barquez & Diaz, 2000
- Salinomys delicatus Braun & Mares, 1995
- Brucepattersonius guarani Mares & Braun, 2000
- Andalgalomys olrogi Williams & Mares, 1978
- Andalgalomys roigi Mares & Braun, 1996
- Brucepattersonius misionensis Mares & Braun, 2000
- Abrocoma uspallata Braun & Mares, 2002
- Brucepattersonius paradisus Mares & Braun, 2000
- Tympanoctomys aureus Mares, Braun, Barquez & Diaz, 2000
- Tympanoctomys loschalchalerosorum Mares, Braun, Barquez & Diaz, 2000
- Pipanacoctomys aureus Mares, Braun, Barquez & Diaz, 2000
- Eligmodontia bolsonensis Mares, Braun, Coyner & Van Den Bussche, 2008

## Dedikationsnamen und Auszeichnungen
Nach Mares sind die heute ungültige bolivianische Mäusegattung Maresomys, die neotropische Fledermausart Tonatia maresi, sowie Lukoschus maresi, eine parasitäre Milbenart, benannt, die im Fell von neotropischen Nagetieren lebt. Mares war auch als Drehbuchautor tätig und gewann 2011 beim 11. Beverly Hills Film Festival den Golden Palm Screenplay Competition Award für sein Originaldrehbuch zu God’s Architect, einer Dokumentation über Antonio Gaudi. Sein Dokumentarfilm Behind the Rain: The Story of a Museum wurde 2003 mit dem Oklahoma IndieFest Award als bester Film des Jahres ausgezeichnet.